# Crespi Tulia GT
Crespi Tulia GT – samochód sportowy, produkowany w niewielkich ilościach przez argentyńskie przedsiębiorstwo Crespi.

## Opis auta
Tulio Crespi posiadał wieloletnie doświadczenie w budowaniu samochodów wyścigowych. Po wypadku jednego z kierowców - Nasifa Estéfano, kierującego samochodem IKA-Torino w wyścigu Turismo Carretera,- ze szczątków rozbitego Torino zbudowano bardzo aerodynamiczne coupé typu fastback, które nazwano Petiso. Obniżono zawieszenie, jak i linię dachu, co zaowocowało znaczącą poprawą właściwości jezdnych, które zaowocowały zwycięstwem w 1968 roku. W podobnym czasie Crespi postanowił zaistnieć na rynku samochodów osobowych. Zachęcony efektywnością Petiso, w swoim warsztacie w Chacarita (dzielnica Buenos Aires) rozpoczął budowę osobowego coupé o klinowym kształcie, z nieruchomą tylną szybą. Nowy pojazd został opatrzony nazwą Tulia GT, co w istocie miało być żeńską formą imienia konstruktora. Pomimo znacznie zmienionej linii nadwozia, prototyp przypominał Petiso, głównie za sprawą rozstawu osi. Pod względem technicznym Tulia bardziej przypominała Torino, z którego pochodziła płyta podłogowa, silniki, drzwi oraz szyba przednia. Nadwozia wytwarzano z włókna szklanego, osobliwą cechą były też chowane reflektory. Od drugiego egzemplarza wprowadzono zmiany. Wzrósł rozstaw osi, zastosowano dłuższy zwis przedni oraz tylny, w zmienionym nadwoziu montowano szybę tylną za słupkiem C, co znacznie poprawiało linię boczną pojazdu. Przez całą produkcję niezmieniony pozostał napęd - silnik Kaiser Tornado Jet 230, występujący w dwóch wariantach mocy - pierwsza, zasilana gaźnikiem Holley, generowała moc 155 KM, mocniejsza z trzema gaźnikami Weber (176 KM). Nie zastosowano natomiast czterolitrowego silnika Tornado - Interceptor, który znalazł się w Petiso. Samochód posiadał w standardzie felgi aluminiowe z oponami Goodyear, hamulce tarczowe na osi przedniej, skórzaną tapicerkę oraz wysuwaną antenę, opcjonalnie występowała klimatyzacja. Nowa Tulia kosztowała w 1978 roku równowartość ok. 80 000 dolarów( w przeliczeniu - 106 000 PLN). Zależnie od rocznika, pojazdy mogły różnić się tylną częścią nadwozia - pas tylny ze światłami zapożyczano bezpośrednio z Torino, które przechodziło kilka modernizacji. Wśród europejskiej publiczności Tulia stała się znana dopiero po prezentacji na paryskim salonie samochodowym w 1975, gdzie zaprezentowano ją wraz z mniejszą Tuliettą, co ciekawe, pojazdy przewieziono samolotem argentyńskich sił powietrznych. Oba pojazdy wzbudziły duże zainteresowanie, jednak kryzys energetyczny, oraz znikome moce produkcyjne sprawiły, że nigdy nie stały się popularne. W tym czasie wiele firm samochodowych przestało istnieć, bądź straciło suwerenność, wobec czego Crespi zaangażował się w budowę pojazdów wyścigowych.  
Szacuje się, że przez cały okres produkcji sprzedano nie więcej niż 40 egzemplarzy. Obecnie Tulia GT okazjonalnie pojawia się w ogłoszeniach argentyńskich portali motoryzacyjnych, osiągając różne, zazwyczaj niewygórowane ceny. Samochody te często są zdekompletowane, bądź utrzymują zdolność do jazdy dzięki licznym patentom. Części mechaniczne w dużej mierze są wspólne z łatwo dostępnymi pojazdami IKA-Renault Torino. 

## Dane techniczne (Tulia GT 380W)

### Silnik i osiągi
- R6 (3778 cm³), 2 zawory na cylinder, SOHC
- Napęd rozrządu: łańcuch
- Układ zasilania: trzy gaźniki Weber 45DCOE17
- Średnica cylindra × skok tłoka: 84,93 mm × 111,13 mm
- Stopień sprężania: 7,5 : 1
- Moc maksymalna: 176 KM (125 KW) przy 4500 obr./min
- Maksymalny moment obrotowy: 314 N•m przy 3500 obr./min
- Prędkość maksymalna: 211 km/h
- Przyśpieszenie 0-100 km/h: 8,2 s

## Filmografia
Tulia GT (prawdopodobnie egzemplarz prototypowy) pojawia się w filmach Los superagentes bionicos z 1977, oraz Los superagentes y el tesoro maldito z 1978. Auto jest mocno zmodyfikowane, posiada karabiny maszynowe ukryte w reflektorach, oraz pod klapą bagażnika, a także system zdalnego sterowania.

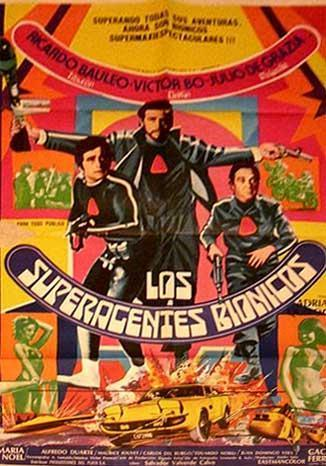
Tulia GT na plakacie filmowym.